# Valle di Šventaragis

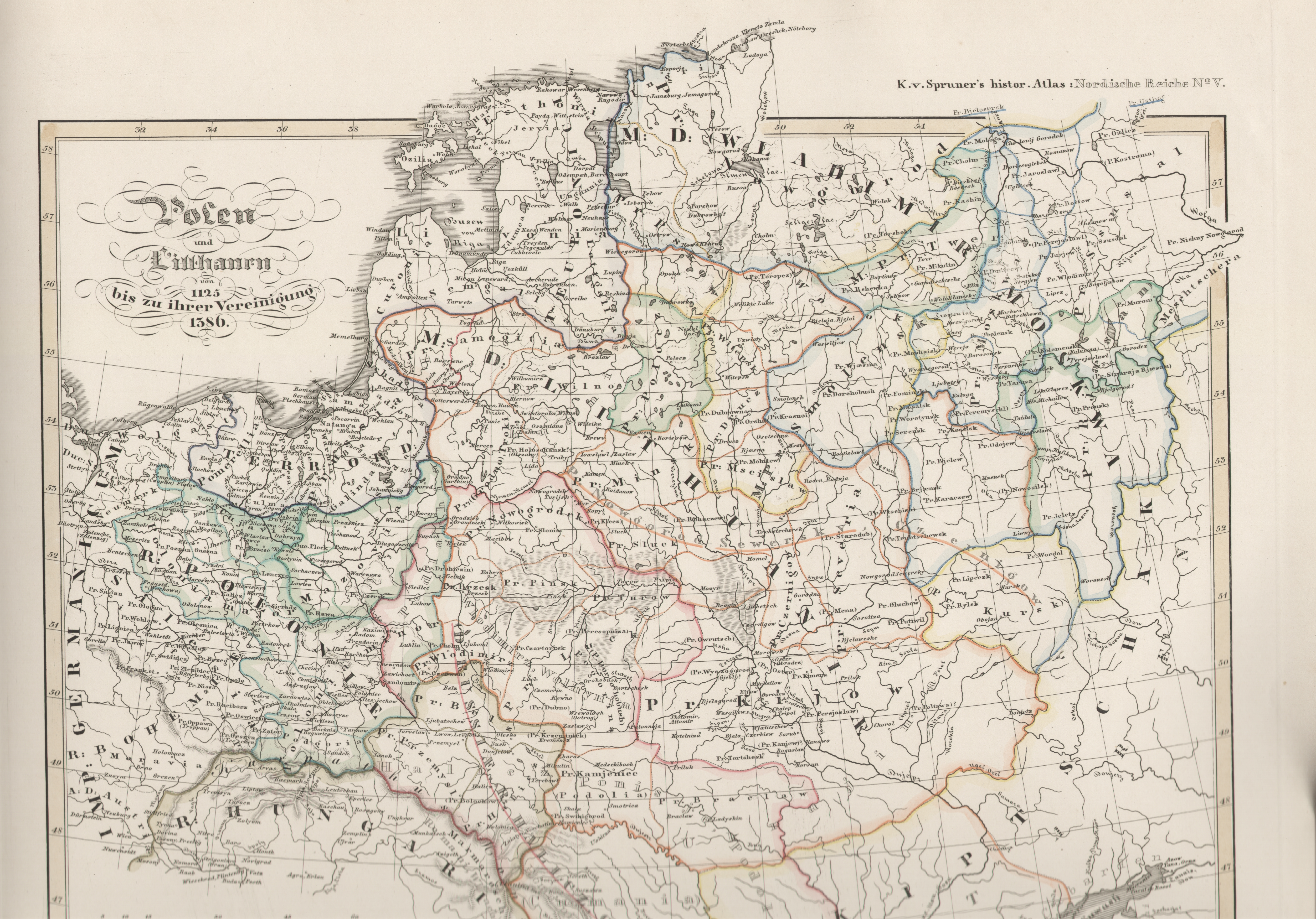
Mappa di Karl Spruner von Merz del 1854 in cui viene indicata la posizione della valle di Šventaragis (Swintoroha)

La valle di Šventaragis (letteralmente dal lituano tempio sacro) è una valle situata alla confluenza dei fiumi Neris e Vilnia a Vilnius, la capitale della Lituania. Secondo una leggenda riportata nelle cronache lituane, si trattava del luogo in cui i governanti lituani venivano cremati prima della cristianizzazione nel 1387. Maciej Stryjkowski affermò inoltre che sul posto sorgeva un tempio pagano dedicato a Perkūnas, il dio del tuono. Le leggende sono generalmente considerate dagli storici come pura finzione, ma il loro studio è stato interessante per ricostruire alcuni aspetti della mitologia lituana da parte di Vladimir Toporov, Gintaras Beresnevičius, Norbertas Vėlius, Vykintas Vaitkevičius e altri autori.

## Leggenda
Il duca Šventaragis (della leggendaria dinastia dei Polemonidi) cercò di individuare la posizione migliore possibile in una valle alla confluenza dei fiumi Neris e Vilnia, ordinando a suo figlio Skirmantas di stabilire un tempio dove sarebbe stato cremato dopo la sua morte. Egli sancì inoltre di cremare qui altri duchi e nobili lituani.
Alcuni anni dopo, il granduca Gediminas, impegnato in una battuta di caccia, sostò nella valle. Lì fece un sogno relativo a un lupo di ferro che ululava in modo strano, quasi pareva migliaia di lupi stessero facendo con lui lo stesso verso in contemporanea. Egli rivelò la sua visione al suo sacerdote, Lizdeika e questi gli disse che il sogno andava interpretato come un segno del fatto che andasse costruita una città nel punto esatto in cui il lupo ululava. "Questa città", spiegò il religioso: "sarà la capitale delle terre dei lituani e dimora dei loro sovrani, e la gloria delle loro azioni risuonerà in tutto il mondo". Pertanto, Gediminas, obbedendo alla volontà degli dei, costruì la città e le conferì il nome di Vilnius, derivante da uno dei fiumi alla confluenza, la Vilnia.
Le leggende registrate dalle cronache lituane non menzionano alcun tipo di tempio nel luogo.

## Storiografia
I racconti furono riportati e elaborati da vari storici, tra cui Maciej Stryjkowski e Teodor Narbutt, divenendo in seguito ben conosciuti. Nella sua opera, pubblicata nel 1582, Stryjkowski raccontò per la prima volta della costruzione di un antico tempio, situato dove oggi sorge la cattedrale di Vilnius, dedicato a Perkūnas, il dio del tuono, nel quale si trovava una fiamma costantemente alimentata dai custodi dell'edificio religioso. Narbutt, citando la dubbia cronaca di Rivius, fornì anche una descrizione delle misurazioni del tempio e dei rituali eseguiti all'interno.
Si è sviluppato un intenso dibattito accademico sul fatto che effettivamente si tramandassero, all'epoca in cui scriveva lo storico, leggende relative a un tempio pagano situato a Vilnius. In effetti un riferimento a una struttura pagana, demolita e sostituita da una chiesa cattolica, emerge da una bolla pontificia del 1388 di papa Urbano VI. Tuttavia, potrebbe trattarsi di un'interpretazione troppo entusiastica del testo: la descrizione fornita è vaga e l'elenco delle azioni compiute dal re Jogaila sono simili a quelle del libro del Deuteronomio (12: 3-4). Negli anni '80, la ricerca archeologica compiuta da Napaleonas Kitkauskas e Albertas Lisanka ha rinvenuto resti di una precedente struttura di forma quadrata sotto l'attuale cattedrale di Vilnius. Gli storici hanno proposto che si trattasse dei resti di una cattedrale costruita dal re Mindaugas dopo la sua conversione e incoronazione nel 1253. Hanno inoltre sostenuto che, dopo l'assassinio di Mindaugas, tale cattedrale è stata convertita in un tempio pagano. Tuttavia, nel 2010, Gediminas Vaitkevičius ha pubblicato una monografia in cui ha datato i resti al 1300–1320 sulla base dei manufatti scoperto presso il sito. Questa datazione è supportata dalle lettere di Gediminas (scritte nel 1323–1324), le quali riferiscono una chiesa di recente costruzione. Kitkauskas ha però respinto gli argomenti della tesi proposta da Vaitkevičius.